# دیانا ماجی
دیانا ماجی (ایتالیایی: Diana Maggi؛ زادهٔ ۱۰ ژوئن ۱۹۲۵) بازیگر اهل ایتالیا و آرژانتین است.
از فیلم‌ها یا برنامه‌های تلویزیونی که وی در آن نقش داشته است می‌توان به بخش اورژانس اشاره کرد.